# Karl Scharnagl

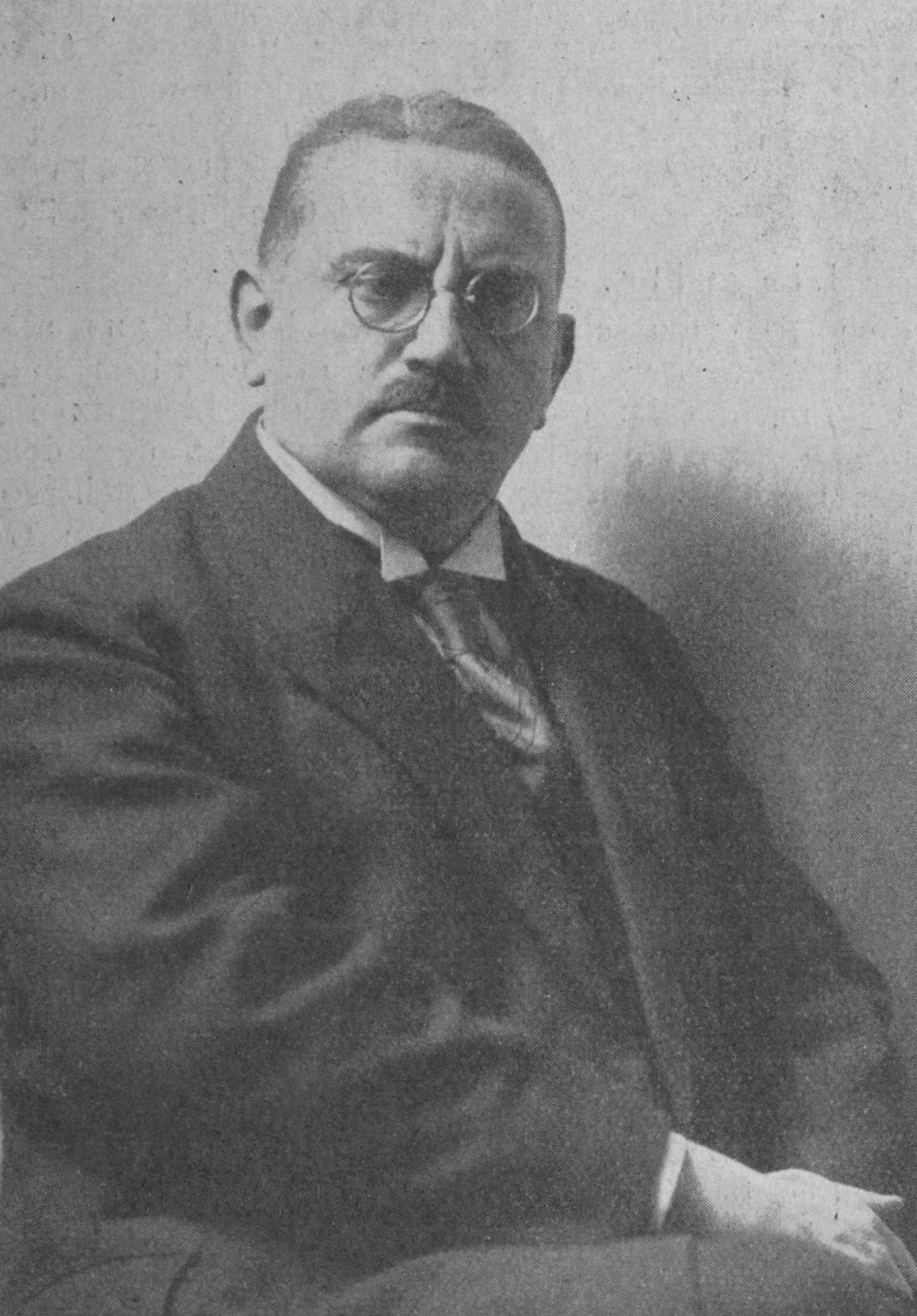
Karl Scharnagl, um 1928

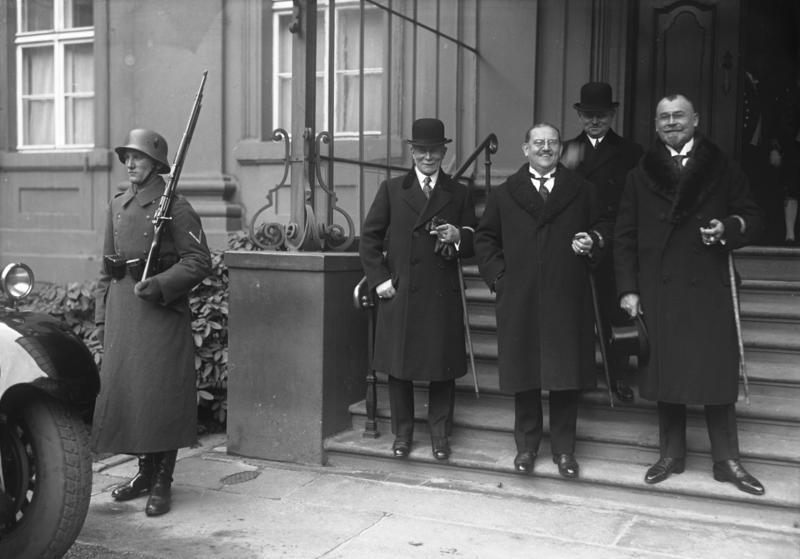
Karl Scharnagl (Mitte) 1930 zu Besuch beim Reichspräsidenten Paul von Hindenburg

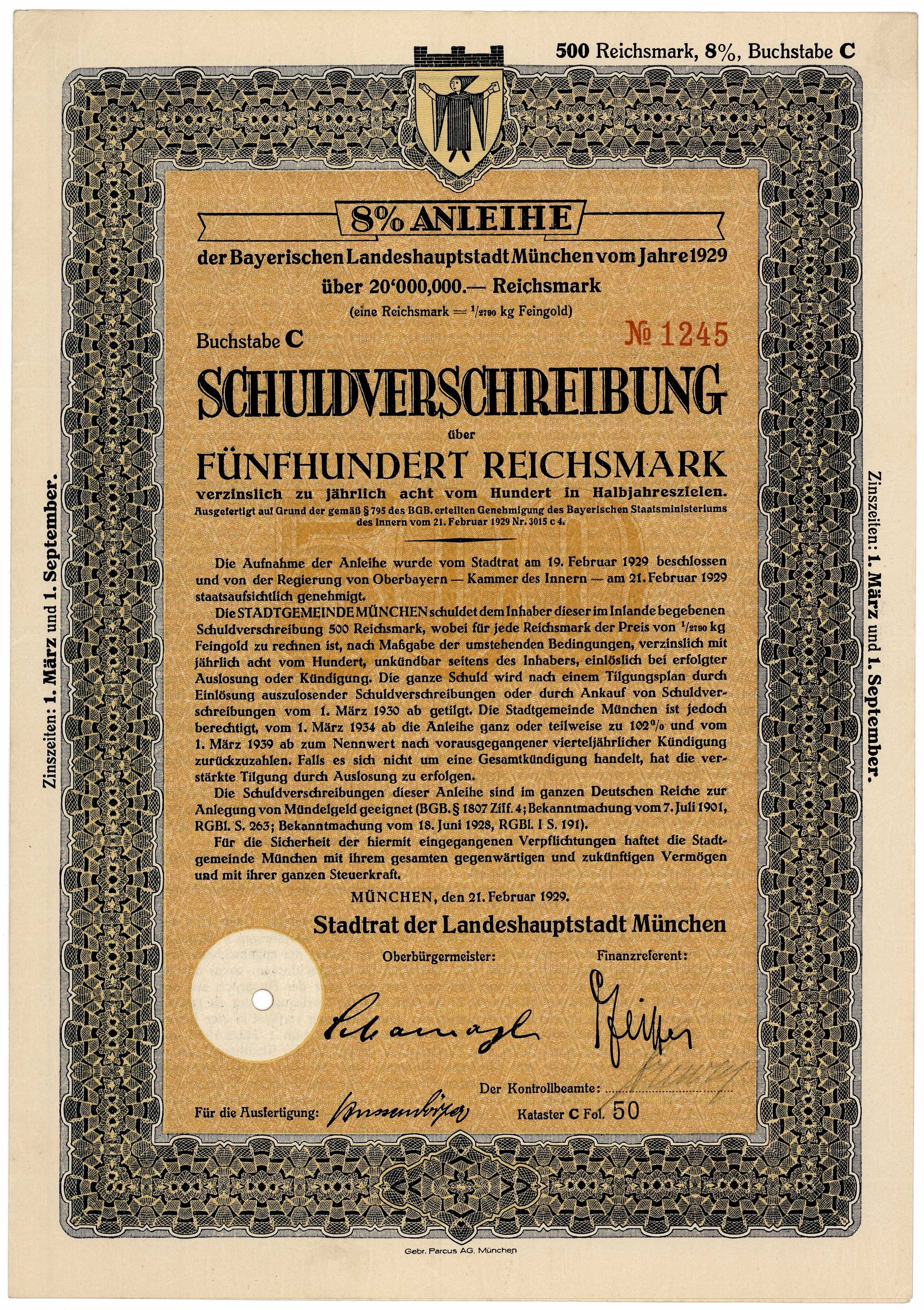
Schuldverschreibung der Landeshauptstadt München vom 21. Februar 1929 mit Unterschrift von Oberbürgermeister Scharnagl

Karl Scharnagl (* 17. Januar 1881 in München; † 6. April 1963 ebenda) war ein deutscher Politiker. Er war von 1925 bis 1933 sowie von 1945 bis 1948 Oberbürgermeister von München und 1945 Mitbegründer der CSU. 

## Leben
Scharnagl erlernte zunächst das Bäcker- und Konditorhandwerk im elterlichen Betrieb, schlug aber schon in jungen Jahren eine politische Laufbahn ein. Sein Bruder Anton Scharnagl wurde Geistlicher. Bereits 1911, gerade 30 Jahre alt, wurde er Abgeordneter der Zentrumspartei in der Zweiten Kammer des Bayerischen Landtags. Nach deren Abspaltung von der Zentrumspartei war er ab 1918 Mitglied der Bayerischen Volkspartei, die er für zwei weitere Wahlperioden – von 1920 bis 1924 und von 1928 bis 1932 – als Landtagsabgeordneter vertrat. 1917 war er zudem im engeren Ausschuss des bayerischen Landesvereins der Deutschen Vaterlandspartei.
1919 wurde Scharnagl in den Münchner Stadtrat gewählt, 1925 Erster Bürgermeister und 1926 Oberbürgermeister der Stadt. Als solcher bemühte er sich besonders um den Ausbau des Verkehrsnetzes sowie um den Wohnungsbau. Nach der NS-Machtübernahme 1933 legte er nach mehreren Auseinandersetzungen sein Amt nieder und kehrte zu seinem gelernten Beruf als Bäcker zurück.
Scharnagl stand mit dem bayerisch-bürgerlichen Widerstandskreis um Franz Sperr und Eduard Hamm in Kontakt und fungierte zeitweise als Verbindungsmann der Gruppe zum Widerstandszentrum in Berlin um Carl Friedrich Goerdeler. Obwohl er an den Vorbereitungen des gescheiterten Attentats vom 20. Juli 1944 nicht beteiligt war, wurde Scharnagl daraufhin verhaftet und im KZ Dachau interniert. Nach der Befreiung des Lagers wurde Scharnagl von der US-Armee im Mai 1945 wieder als Oberbürgermeister von München eingesetzt. Zusammen mit Karl Meitinger spielte er eine wichtige Rolle im historisierenden Wiederaufbau der Innenstadt („Scharnagl-Plan“) und war Initiator des Kulturbaufonds München. Um an seine Pläne einer verkehrsentlastenden Ringstraße zu erinnern, wurde ein Abschnitt des Altstadtrings nach ihm benannt.
Im Sommer 1945 war Scharnagl einer der führenden Köpfe bei der Vorbereitung zur Gründung der CSU. Auf seine Einladung hin fand am 14. August ein Treffen von zwölf Personen statt, die die Möglichkeit der Gründung einer konservativ-bürgerlichen Partei als Gegengewicht zum „sozialistischen Lager“ diskutierten. Ein Ausschuss zur Vorbereitung der Parteigründung wurde eingesetzt und auf einer weiteren Sitzung am 12. September, die als die eigentliche Gründungssitzung der CSU gilt, der Name Bayerische Christliche-Soziale Union beschlossen. Die landesweite, offizielle Gründung als Christliche-Soziale Union erfolgte am 13. Oktober in Würzburg.
Am 6. Juni 1946 wurde Karl Scharnagl bei der Wahl zum Oberbürgermeister in seinem Amt bestätigt, zwei Jahre später unterlag er aber Thomas Wimmer (SPD). Er amtierte noch ein Jahr als 2. Bürgermeister und trat dann 1949 in den Ruhestand.
Am 22. Mai 1945 erhielt Scharnagl von der US-Militärregierung die Ermächtigung, die Organisation des Roten Kreuzes für Bayern neu aufzubauen. Er berief Adalbert Prinz von Bayern zu dessen Präsidenten. Am 1. Juni 1946 wurde er selbst zum ehrenamtlichen Präsidenten des Bayerischen Roten Kreuzes (BRK) und am 12. April 1947 zu dessen Präsidenten gewählt.

Scharnagls Grab auf dem Münchner Ostfriedhof

1948 war Scharnagl Mitbegründer der Gesellschaft für Christlich-Jüdische Zusammenarbeit. Von 1947 bis 1949 war er Mitglied des Bayerischen Senats. Er war Mitglied der katholischen Studentenverbindung K.S.St.V. Alemannia München  im KV.
Am 6. April 1963 verstarb Karl Scharnagl. Er wurde auf dem Münchner Ostfriedhof beerdigt.